# Sternhügel
Sternhügel är en kulle i Antarktis. Den ligger i Östantarktis. Nya Zeeland gör anspråk på området. Toppen på Sternhügel är 970 meter över havet.
Terrängen runt Sternhügel är kuperad åt nordost, men åt sydväst är den platt. Sternhügel är den högsta punkten i trakten. Trakten är obefolkad. Det finns inga samhällen i närheten.